# Collectie Delta
Collectie Delta is een collectie stripalbums uitgegeven door uitgeverij Blitz. In deze collectie verscheen tussen 1987 en 1999 een tweeënvijftig albums van uiteenlopende auteurs verdeeld over 17 reeksen. De collectie omvat verhalen van Thierry Ségur, Claire Wendling, Régis Loisel, Serge Le Tendre en Rodolphe. De collectie werd opgezet als luxe reeks met voornamelijk Sword and sorcery en heroïc-fantasy verhalen  en verscheen zowel met harde als zachte kaft. 

## Reeksen
- De crypte van de blauwe mist
- Dans der rioolratten
- De draak van Mons
- Heinz
- Het kristallen zwaard
- De legende der dorre gewesten
- De lichten van de Amalou
- Loretta & Harpeya
- Minettos desperados
- Pacush Blues
- De parasiet
- Peter Pan
- De ratten
- Sergeï Wladi
- Taï-Dor
- De vlooien
- De zon der wolven

## Albums
| Nummer. | Titel                         | Reeks                                    | Tekeningen                         | Scenario                    | Verschenen |
| ------- | ----------------------------- | ---------------------------------------- | ---------------------------------- | --------------------------- | ---------- |
| 1       | De legende der dorre gewesten | Het domein Alkibar                       | Thierry Ségur                      | Bruno Chevalier             | 1987       |
| 2       | De zon der wolven             | De zon der wolven                        | Arthur Qwak                        | Yves Lencot                 | 1987       |
| 3       | Pacush Blues                  | Zeeziek                                  | Luc Lefevre                        | Luc Lefevre                 | 1988       |
| 4       | Sergeï Wladi                  | Tango van het zweet                      | Didier David                       | Ralph                       | 1988       |
| 5       | De legende der dorre gewesten | Het land der mijmeringen                 | Thierry Ségur                      | Bruno Chevalier             | 1989       |
| 6       | De vlooien                    | God noch gebod                           | Agnès Stalner en Jean-Marc Stalner | Christian Mouquet           | 1989       |
| 7       | De draak van Mons             | Het geheugen in de modder                | Luc Lefevre                        | Luc Lefevre                 | 1990       |
| 8       | De draak van Mons             | Twijfel en vergetelheid                  | Luc Lefevre                        | Luc Lefevre                 | 1990       |
| 9       | Het kristallen zwaard         | Het parfum van de Nurks                  | Didier Chrispeels                  | Jacky Goupil                | 1990       |
| 10      | Pacush Blues                  | Crescendo                                | Luc Lefevre                        | Luc Lefevre                 | 1990       |
| 11      | De zon der wolven             | De smeltkroes der ellende                | Arthur Qwak                        | Yves Lencot                 | 1990       |
| 12      | De crypte van de blauwe mist  | Het verlamde land                        | Philippe Castagnet                 | René Durand                 | 1991       |
| 13      | Dans der rioolratten          | De slachter van Parijs                   | Pierre Guilmard                    | Pierre Guilmard             | 1991       |
| 14      | Het kristallen zwaard         | De blik van Wenlok                       | Didier Chrispeels                  | Jacky Goupil                | 1991       |
| 15      | Minettos desperados 1         | Minettos Desperados                      | Didier David                       | Joe Ruffner                 | 1991       |
| 16      | Pacush Blues                  | Decrescendo                              | Luc Lefevre                        | Luc Lefevre                 | 1991       |
| 17      | Pacush Blues                  | Variaties op een vast thema              | Luc Lefevre                        | Luc Lefevre                 | 1991       |
| 18      | Pacush Blues                  | Het grote belang van de kleine akkoorden | Luc Lefevre                        | Luc Lefevre                 | 1991       |
| 19      | De parasiet                   | Vuurrode nachten                         | Thierry Terrasson                  | Thierry Terrasson           | 1991       |
| 20      | peter Pan                     | Londen                                   | Régis Loisel                       | Régis Loisel                | 1991       |
| 21      | Sergeï Wladi                  | Tango van het zweet                      | Didier David                       | Ralph                       | 1991       |
| 22      | De vlooien                    | Rood noch zwart                          | Agnès Stalner en Jean-Marc Stalner | Christian Mouquet           | 1991       |
| 23      | De zon der wolven             | De zon der wolven                        | Arthur Qwak                        | Yves Lencot                 | 1991       |
| 24      | De zon der wolven             | De smeltkroes der ellende                | Arthur Qwak                        | Yves Lencot                 | 1991       |
| 25      | de crypte van de blauwe mist  | Het verlamde land                        | Philippe Castagnet                 | René Durand                 | 1992       |
| 26      | Het kristallen zwaard         | De greep van Mangrove                    | Didier Chrispeels                  | Jacky Goupil                | 1992       |
| 27      | De legende der dorre gewesten | Het bloed der koningen                   | Thierry Ségur                      | Bruno Chevalier             | 1992       |
| 28      | De lichten van de Amalou      | Theo                                     | Claire Wendling                    | Christophe Gibelin          | 1992       |
| 29      | De lichten van de Amalou      | De harlekijn                             | Claire Wendling                    | Christophe Gibelin          | 1992       |
| 30      | Peter Pan                     | Opikanoba                                | Régis Loisel                       | Régis Loisel                | 1992       |
| 31      | Sergeï Wladi                  | Aaargl!                                  | Didier David                       | Ralph                       | 1992       |
| 32      | Taï-Dor                       | De zwarte weduwe                         | Jean-Luc Serrano                   | Serge Le Tendre en Rodolphe | 1992       |
| 33      | Het kristallen zwaard         | De schreeuw van de groes                 | Didier Chrispeels                  | Jacky Goupil                | 1993       |
| 34      | De legende der dorre gewesten | Het domein Alkibar                       | Thierry Ségur                      | Bruno Chevalier             | 1993       |
| 35      | De legende der dorre gewesten | Het land der mijmeringen                 | Thierry Ségur                      | Bruno Chevalier             | 1993       |
| 36      | Pacush Blues                  | Eerste maten                             | Luc Lefevre                        | Luc Lefevre                 | 1993       |
| 37      | Pacush Blues                  | Jefferson, of het bestaan is een pijn    | Luc Lefevre                        | Luc Lefevre                 | 1993       |
| 38      | Taï-Dor                       | De zwarte weduwe 2                       | Jean-Luc Serrano                   | Serge Le Tendre en Rodolphe | 1993       |
| 39      | De lichten van de Amalou      | Het gewrongen dorp                       | Claire Wendling                    | Christophe Gibelin          | 1994       |
| 40      | Loretta & Harpeya             | Deel 1                                   | Didier Chrispeels                  | Jacky Goupil                | 1994       |
| 41      | Pacush Blues                  | De wet van Murphy                        | Luc Lefevre                        | Luc Lefevre                 | 1994       |
| 42      | Het kristallen zwaard         | De smaak van sulfur                      | Didier Chrispeels                  | Jacky Goupil                | 1995       |
| 43      | De lichten van de Amalou      | Goeals                                   | Claire Wendling                    | Christophe Gibelin          | 1995       |
| 44      | Peter Pan                     | De storm                                 | Régis Loisel                       | Régis Loisel                | 1995       |
| 45      | Taï-Dor                       | De verdwenen kinderen                    | Jean-Luc Serrano                   | Serge Le Tendre en Rodolphe | 1995       |
| 46      | De zon der wolven             | De smeltkroes der ellende                | Arthur Qwak                        | Yves Lencot                 | 1995       |
| 47      | De zon der wolven             | Vraatzuchtige tijden                     | Arthur Qwak                        | Yves Lencot                 | 1995       |
| 48      | Peter Pan                     | Rode handen                              | Régis Loisel                       | Régis Loisel                | 1996       |
| 49      | De ratten                     | Op weg naar nergens                      | Luc Lefevre                        | Luc Lefevre                 | 1996       |
| 50      | De lichten van de Amalou      | As                                       | Claire Wendling                    | Christophe Gibelin          | 1997       |
| 51      | Loretta & Harpeya             | Deel 2                                   | Didier Chrispeels                  | Jacky Goupil                | 1997       |
| 52      | Heinz                         | Beau Heinz                               | Eddie de Jong                      | René Windig                 | 1999       |